# Lamiako Maskarada
Lamiako Maskarada es una representación artística y festiva iniciada en 1978 sobre de la historia mitológica de Lamiako, barrio industrial de la localidad de Lejona en la provincia de Vizcaya. Se celebra cada año el último viernes de mayo. En la Maskarada se integran los personajes más representativos de la mitología vasca, siendo los más importantes las lamias.

## Orígenes
Surge en 1978 por el interés de un grupo de jóvenes del lugar por dar a conocer el origen del nombre Lamiako, en euskera "de Lamias". En plena transición, jóvenes del barrio de Lamiako se empiezan a preguntar sobre la identidad de su barrio. Localizaron la historia mitológica que data del siglo XVII y que tuvo lugar en su barrio. Deciden dar a conocer esta historia mediante la creación de una fiesta. Esta fiesta acerca al espectador a la mitología y a las tradiciones vascas.

## Leyenda
Está basada en la leyenda de las lamias (datada en el siglo XVII) que dio nombre a esta zona de marismas y que el escritor Antonio Trueba dio a conocer en su libro El canto de la Lamia.
Prudentzia, una joven que vivía en el monte Berriz, tuvo la desgracia de que su marido Martín se cayó de un castaño y murió. Al cabo de dos meses, nació su hijo: Inaxio. Con sacrificio, le sacó adelante e intentó que siguiera la tradición de sus padres: trabajar la tierra. Pero cuando Inaxio tuvo edad de hacerse cargo de las heredades, las rechazó, vendió el caserío y se hizo a la mar, su gran ilusión. Prudentzia se quedó triste al pie del castaño donde yacía Martín, mirando al horizonte, hasta que desapareció la nave de su hijo. Una tarde, en el pináculo de Berriz, divisó una vela blanca que llegó a las junqueras de Ondiz y pensó que Inaxio regresaba. Pero no. Como pudo intentó llegar a su casa pero murió en las junqueras. En aquel momento se escuchó el canto de las lamias y se dice que Prudentzia se convirtió en una de ellas.
Según la leyenda, este dulcísimo y singular canto resuena siempre que abandona estas montañas algún hijo de ellas.
Desde entonces a las junqueras de Ondiz se les dio el nombre de Lamiako Hondartza (Playa de Lamias, en euskera) y de ahí el nombre del pueblo de Lamiako.

## Celebración en viernes
La Maskarada se celebra en viernes por varias razones:
- Es el día en que las sorginak se juntan en los Akelarres.
- Es el día en que Sugaar, marido de Mari, acude a la guarida de esta para peinarla.
- En euskera viernes es ostiral, día dedicado a los muertos.

## Partes
La representación consta de tres partes:
1. Partiendo del caserío de Gaztelubide y hasta la escultura de la lamia, una cadeneta, encabezada por Maiatza y compuesta por la gente del pueblo, gigantes y la fanfarria, recorre el pueblo anunciando el comienzo de la Maskarada.
2. Mari y Sugaar van recogiendo a los otros personajes para invitarles a la fiesta que se celebrará durante la noche. Mientras, Prudentzia aparece vagando y preguntando por su hijo.
3. Todos los personajes se interrelacionan ayudando a crear un ambiente festivo. En este momento, la leyenda de Prudentzia cobra vida reencarnada en el singular canto de lamia.

## Documental
- “La Mascarada de la Lamia” dirigido por Pilar Ferández Laguna. (2015)[2]